# Fausto Reinaga
Fausto Reinaga, född 27 mars 1906 i Macha, Bolivia, död 19 augusti 1994, var en boliviansk författare, filosof, historiker och politiker. Man vet inte mycket om hans uppväxt men man får reda på en del i de olika böcker som han har skrivit eftersom de flesta av hans böcker handlar om hans egna erfarenheter, idéer, känslor och värderingar. Dock är alltid budskapet att återuppliva alla fördelar som våra indianska förfäder har lämnat oss i arv.
Fausto Reinaga föddes under den tid då rasismen mot indianerna var mycket utbredd och som alla indianska barn vallade han lamadjur och får medan hans pappa brukade jorden. Han visade redan som barn en stor begåvning men det var nästan omöjligt att komma in på någon skola eftersom han bara var en "indian", som vita människor brukade och fortfarande brukar kalla oss. Emellertid jobbade Faustos syster som tjänsteflicka hos en advokat, vars kontakter gjorde det möjligt för Fausto att få en plats i skolan, där bara vita människor kunde studera. Under 1922 började Fausto vid 16 års ålder i skolan och lärde sig att läsa. Fausto själv berättar att när han flyttade in till Colquechaca för att studera fick han fårskinn och täcken av lamadjur, som han använde som sin säng, av sin mamma och som föda fick han majs. 1924 flyttade han in till staden Oruro för att fortsätta studera på gymnasienivå i den framstående skolan Bolivar.
1927 vann han en litterär tävling med essän Lo tradicional som betyder det traditionella men man kunde inte acceptera hans indianska ursprung. Indianen kunde vara en bra elev, men tävla bland de vita ungdomarna? Aldrig! "Önskade indianen vinna första pris…..?Han borde gå efter sina lamadjur och valla dem, indianerna duger bara till det!" kommenterade den vita kretsen. 1936 fick han titeln som advokat och började att strida för indianernas och de fattigas rättvisa från en marxistisk synvinkel eftersom man såg kommunismen som en ideologi som kunde förändra indianernas framtid. Han blev förföljd, torterad, fängslad och förnedrad under en hel del av sitt liv på grund av sina värderingar, ideologier och tankar
En mycket intressant anekdot är att han undervisade i filosofi medan han satt i fängelse och att hans elever åkte från skolan till fängelset så att han kunde undervisa dem där. 1945 flydde han till Buenos Aires, Argentina där han levde i exil tillsammans med andra bolivianer och där träffade han Juan Perón som blev en nära vän. Reinaga upplevde de olika etapper som Bolivia genomgick, som till exempel jordreformen 1952, vilken var en stor händelse men med tiden blev en fullständig besvikelse. Om man utforskar Reinagas verk under hela hans utveckling som människa ser man att han började som kommunist, och att han fullständigt trodde på denna ideologi, men med tiden och under sina besök i kommunistländerna upptäckte det verkliga samhället, och inte det samhälle som Marx och Hegel förespråkade i sina verk, och han kom fram till att kommunismen inte var den ideologi som kunde hjälpa hans folk.
Han genomgick djupare kriser och försökte hitta sig själv, förstå sitt inre, upptäcka sina rötter och meningen med livet från en andisk synvinkel. Det var på detta sätt som en ny ideologi föddes, nämligen den så kallade indianismo som handlar om och förenar de traditioner, värderingar, idéer och kunskaper som alla gamla andinska civilisationer har lämnat i arv. Det handlar om att leva i en enkel tillvaro och i harmoni med naturen och djuren. Vi kan inte förändra och styra naturen eftersom vi inte är Gud och att leka med att skapa liv eller utrota liv ändrar naturens mål och riktning. Reinagas budskap är att de indianska tankarna har sitt ursprung i vetenskapen och de västerländska tankarna har sitt ursprung eller är födda av mytologin. Vi människor är jord som tänker och våra tankar är sanningen och livet. Hans verk är bland andra: Tierra y libertad (Jord och Frihet), America India (Indianska Amerika), America 500 años de esclavitud y masare (Amerika-500 år av slaveri och massakrer), Socrates y yo (Sokrates och jag) och el Pensamiento Indio (Den indianska tanken).